# Stepník černonohý
Stepník černonohý (Eresus sandaliatus (Martini & Goeze, 1778)) je nápadně zbarvený a ohrožený druh pavouků z čeledi stepníkovitých.

## Popis
- Stepník černonohý je pavouk, připomínající pavouka skákavku, avšak bez nápadně zvětšených očí-4 jsou těsně vedle sebe a 4 další leží v částech karapaxu (hlavohrudi).
- Samice je velká 8-16 mm, má jednotné černé zbarvení.
- Samec je veliký 6-11 mm, má zářivě červený zadeček se 4 černými puntíky.
- Na rozdíl od podobného stepníka rudého má černě zbarvené všechny nohy a přední dva páry jsou nápadně černobílé. Mnohdy jsou však oba druhy nerozlišovány.

## Areál rozšíření
Areál rozšíření zahrnuje západní Evropu od jižního Norska přes Anglii, Francii až po severní Itálii. V ČR se vyskytuje vzácně na západě republiky. Stepník černonohý je v České republice zařazen na červený seznam v kategorii "kriticky ohrožený".